# Archiearides
Archiearides är ett släkte av fjärilar. Archiearides ingår i familjen mätare.
Kladogram enligt Catalogue of Life:
| Archiearides | \| \| Archiearides fidonioides \| \| \| \| \| \| Archiearides pusilla \| \| \| \| |
|              | \| \| Archiearides fidonioides \| \| \| \| \| \| Archiearides pusilla \| \| \| \| |
|              | Archiearides fidonioides                                                          |
|              |                                                                                   |
|              | Archiearides pusilla                                                              |
|              |                                                                                   |